# Keyonte George
Keyonte Darnell George (Lewisville, Texas; 8 de noviembre de 2003) es un baloncestista estadounidense que pertenece a la plantilla de los Utah Jazz de la NBA. Con 1,93 metros de estatura, juega en la posición de escolta.

## Trayectoria deportiva

### Universidad
Tras participar en su época de secundaria en los prestigiosos McDonald's All-American, Jordan Brand Classic y Nike Hoop Summit, jugó una temporada con los Bears de la Universidad Baylor, en la que promedió 15,3 puntos, 4,2 rebotes, 2,8 asistencias y 1,1 robos de balón por partido. Al término de la temporada fue elegido freshman del año de la Big 12 Conference e incluido en el segundo mejor quinteto de la conferencia.
El 28 de marzo de 2023 se declaró para el draft de la NBA, renunciando al resto de su elegibilidad universitaria.

#### Estadísticas
| Año     | Equipo | PJ | PT | MPP  | %TC  | %3P  | %TL  | RPP | APP | ROB | TPP | PPP  |
| ------- | ------ | -- | -- | ---- | ---- | ---- | ---- | --- | --- | --- | --- | ---- |
| 2022–23 | Baylor | 33 | 33 | 28.6 | .376 | .338 | .793 | 4.2 | 2.8 | 1.1 | .2  | 15.3 |

### Profesional
Fue elegido en la decimosexta posición del Draft de la NBA de 2023 por los Utah Jazz.

## Estadísticas de su carrera en la NBA

### Temporada regular
| Año     | Equipo | PJ  | PT | MPP  | %TC  | %3P  | %TL  | RPP | APP | ROB | TPP | PPP  |
| ------- | ------ | --- | -- | ---- | ---- | ---- | ---- | --- | --- | --- | --- | ---- |
| 2023-24 | Utah   | 75  | 44 | 27.0 | .391 | .334 | .848 | 2.8 | 4.4 | .5  | .1  | 13.0 |
| 2024-25 | Utah   | 67  | 35 | 31.5 | .391 | .343 | .818 | 3.8 | 5.6 | .7  | .1  | 16.8 |
| Total   | Total  | 142 | 79 | 29.1 | .391 | .339 | .831 | 3.3 | 5.0 | .6  | .1  | 14.8 |